# زكريا عبد الجواد
زكريا عبد الجواد روائي وصحفي مصري. عمل في مجلة العربي من عام 1991 حتى 2007 حيث حاز على جائزة الصحافة العربية في عام 2002. عمل مديرا لتحرير جريدة الرؤية الكويتية وجريدة الدستور التابعة لمجلس الأمة الكويتي.

## حياته
ولد زكريا عبد الجواد بمحافظة البحيرة ، وتخرج من جامعة المنصورة عام 1975.

## أعماله

### روايات
- خيار الصفر (2006) صدرت عن الدار العربية للعلوم.[3] تلتقط تلك الرواية خيوطها، وهي تبحر في مصير الإنسان العربي، الهارب، المطارد، المقموع والمحاصر في بلاده وخارجها، عابرة بقارئها فوق بساط يمتزج فيه العجائبي بالواقعي، والسحري بالمتخيل، منتقلاً من الشرق الأوسط بكل مآسيه إلى تخوم الهند، وأكثر مناطقها نأياً، حيث يصعد صوت الإنسان المسحوق صارخاً، رافضاً أحياناً، ومستسلماً في الغالب، لمصادفات غريبة، تتلاعب به، لتنقله في نهاية الأمر، من خانة ما هو معتاد، إلى حيث يتلقى الصدمات المباغتة. إنها معزوفة، باذخة الألم، لمأساة تعايشها أجيال متعاقبة، منذ بدأ الزمن العربي الجميل في الأفوال.
- قبعة الوطن (2008) صدرت باشتراك بين مكتبة مدبولي (مصر) والدار العربية للعلوم (لبنان)[4] وتتخذ تلك الرواية من نموذج الطاغية مرتكزاً لها[5]، فأحداثها تجرى داخل بقعة تتشابه مع عديد من بقاع أبتليت بنماذج لطغاة اعتقدوا طيلة سنوات حكمهم التي لانهاية لها في العادة، انهم امتلكوا الأرض ومن عليها من بشر، وطيور ونباتات، بل وحتى الهواء الذي يدور فلا يرسل عبقه إلا بعد أن يأذن له الطاغية الملهم، ومن هنا كان تعامل الأنظمة الديكتاتورية مع كل ما يجري في تلك البقاع التي حفلت ببشر اعتادوا الاستكانة، لكنهم يمتلكون حناجر تجيد الهتاف في الميادين، والاصطفاف في الشوراع انتظاراً للطلعة البهية، وإطلاق الدعاء ليلاً ونهاراً، بنصر لايجيئ – في العادة – لمن اختطف البلاد منذ أن قاد دبابته، وأخضع كل من في تلك البلاد من بشر، لسطوته.[6]
- الجحيم يصحو مبكرا (2011) صدرت عن دار الدوسري للثقافة والإبداع[7]، وتحتشد في تلك الرواية، حكايات من الحب والخوف والحنين والمكابدة من واقع تسونامي اندونيسيا، تصطف جميعها لتقدم عبر صفحات تلك الرواية، نماذج لبشر تظل مصائرهم معلقة بين جنون الهوس البشري بالقتل والقمع والسطو، وجنون الماء المندفع في لحظات الهياج.
- الركض فوق بساط البلور (2013) صدرت عن دار مدارك للنشر والتوزيع (دبي)، كتاب يسعى لرصد هموم وآفاق الهجرة العربية إلى بلاد الشمال الباردة، التي تنامت بشكل لافت خلال السنوات الأخيرة. فمن خلال عدد من الرحلات إلى كندا على وجه الخصوص، يسعى عبد الجواد للاقتراب من تلك التجربة، طارحا العديد من التساؤلات الموجعة منها لماذا ينجح العرب، أكاديميون، ساسة، علماء، فنانون، أطباء، إعلاميون، رجال أعمال، وباحثون هناك، بينما يدورون في بلادنا حتى نهايات العمر بحثا عن فرجة ضوء. وكيف تأتيهم فرص التفوق، والمنافسة، وإثبات الذات هناك، ويطاردهم الإحباط، واليأس في «بلادُ العُربِ أوطاني».[8]

### دواوين
- ما لا تشتهي السفن (1985)[9]

## جوائز
حاز على جائزة الصحافة العربية (فرع التحقيقات الصحفية) عام 2002، عن استطلاع صحفي نشر في مجلة العربي الكويتية بعنوان «اريتريا.. هل آن للطائر أن يغرد في سربه؟» عدد يناير 2001.